# Provadia
Provadia (în bulgară Провадия) este un oraș în comuna Provadia, regiunea Varna,  Bulgaria. 

## Demografie
Componența etnică a orașului Provadia
     Turci (11,39%)
     Nicio identificare (18,2%)
     Bulgari (64,59%)
     Romi (5,53%)
     Altele (0,27%)
La recensământul din 2011, populația orașului Provadia era de 13.255 locuitori. Din punct de vedere etnic, majoritatea locuitorilor (64,59%) erau bulgari, existând și minorități de turci (11,39%) și romi (5,53%). Pentru 18,2% din locuitori nu este cunoscută apartenența etnică.